# 장양항
장양항은 전라남도 보성군 벌교읍 장양리에 있는 어항이다. 2003년 5월 26일 어촌정주어항으로 지정하여 관리하고 있다. 시설관리자는 보성군수이다.

## 어항 시설
- 선착장 59m, 부잔교 20m

## 주요 어종
- 짱뚱어, 맛조개, 꼬막